# Ходоша (комуна)
Ходоша (рум. Hodoșa) — комуна у повіті Муреш в Румунії. До складу комуни входять такі села (дані про населення за 2002 рік):
- Ісла (349 осіб)
- Іход (121 особа)
- Симбріаш (722 особи)
- Ходоша (228 осіб) — адміністративний центр комуни

Комуна розташована на відстані 263 км на північ від Бухареста, 22 км на північний схід від Тиргу-Муреша, 94 км на схід від Клуж-Напоки, 124 км на північний захід від Брашова.

## Населення
За даними перепису населення 2002 року у комуні проживали 1420 осіб.
Національний склад населення комуни:
| Національність | Кількість осіб | Відсоток |
| -------------- | -------------- | -------- |
| угорці         | 1293           | 91,1%    |
| цигани         | 118            | 8,3%     |
| румуни         | 9              | 0,6%     |

Рідною мовою назвали:
| Мова      | Кількість осіб | Відсоток |
| --------- | -------------- | -------- |
| угорська  | 1281           | 90,2%    |
| циганська | 130            | 9,2%     |
| румунська | 9              | 0,6%     |

Склад населення комуни за віросповіданням:
| Релігія                             | Кількість осіб | Відсоток |
| ----------------------------------- | -------------- | -------- |
| римо-католики                       | 1246           | 87,7%    |
| унітарії                            | 56             | 3,9%     |
| реформати                           | 52             | 3,7%     |
| адвентисти                          | 26             | 1,8%     |
| православні                         | 9              | 0,6%     |
| п'ятдесятники                       | 9              | 0,6%     |
| баптисти                            | 3              | 0,2%     |
| не релігійні                        | 2              | 0,1%     |
| лютерани (Аугсбурзького сповідання) | 1              | 0,1%     |
| не вказали релігію                  | 4              | 0,3%     |